# Ото IV (Ваймар-Орламюнде)
Вижте пояснителната страница за други личности с името Ото IV.
Ото IV (VI) Млади (на немски: Otto IV (VI) von Weimar-Orlamünde; * пр. 1279; † между 15 май 1318 и 20 август 1318) от род Аскани е граф на Ваймар-Орламюнде от 1285 до 1318 г.
Той е най-възрастният син на граф Ото III фон Ваймар-Орламюнде (1244 – 1285) и съпругата му графиня Агнес фон Лайнинген († 1285).
Последва баща си като граф заедно с брат си Херман IV (V) фон Ваймар-Орламюнде († 1319).
Ото IV се жени на 14 декември 1296 г. за графиня Аделхайд фон Кефернбург († между 10 август 1304 и 27 март 1305), дещеря на граф Гюнтер VII фон Кефернбург († 1302) и графиня Аделхайд фон Шварцбург († 1319). Те имат един син:
- Ото VI (VII) († 1340), ∞ за ландграфиня Кунигунда фон Лойхтенберг (ок. 1303 – 1382)

Ото IV се жени втори път през 1308 г. за Катарина фон Хесен (1286 – 1322), дещеря на ландграф Хайнрих I фон Хесен. Двамата имат една дъщеря:
- Елизабет фон Ваймар-Орламюнде († 1362), ∞ 1331 г. граф Хайнрих X фон Шварцбург-Бланкенбург-Арнщат († 1338)